# Fairfax (Minnesota)
Fairfax è una città degli Stati Uniti d'America, situata in Minnesota, nella contea di Renville.